# محمد بن عبد الله بن مهنا أبا الخيل
محمد بن عبد الله بن مهنا أبا الخيل عينه الملك عبدالعزيز أميرا على بريدة بعد أن قبض على ابن عمه صالح بن حسن بن مهنا أبا الخيل الأمير السابق للبلدة ومن ثم إرساله إلى الرياض مع أخوته.
بعد أن تولى الإمارة محمد المهنا أرسلت الدولة العثمانية سامي الفاروقي ليكون قائدا للقوات العثمانية المرابطة في قرية الشيحية خلفا للقائد صدقي باشا والذي يبدوا أن زعماء الدولة العثمانية أدركوا أن القائد صدقي باشا لم يقدر على تحقيق ما هدفوا اليه في القصيم, وكانت هناك مخاوف من أمير بريدة محمد المهنا من الجيش العثماني، خاصة بعد أن لجأ إلى قائد ذلك الجيش سليمان بن حسن المهنا شقيق الأمير السابق صالح بن حسن ال مهنا، والذي استطاع أن يهرب قبل أن يقبض عليه الملك عبد العزيز مع أخوه صالح، وكان محمد المهنا يخشى أن سليمان يدبر مؤامرة للاستيلاء على بريدة. وكانت خشيته في محلها. ذلك أن سليمان اتفق مع عدد من أهل هذه البلدة، ودخلها ليلة 25 رجب 1324 هجرية محاولا القضاء على أميرها. لكن الأمير محمد المهنا علم به، ففشلت محاولته وهرب.
بعد فترة رحلت القوات العثمانية من القصيم, ومن ثم تولى الامارة في حائل سلطان الحمود الرشيد بعد أن اغتال الأمير متعب بن عبد العزيز الرشيد، بعدها قام بالاتصال بأمراء القصيم, خاصة بريدة وعنيزة، ليقفوا معه ضد الملك عبد العزيز. وفي ذي الحجة عام 1324 خرج بأتباعه من حائل منتظرا الفرصة لمهاجمة القبائل التابعة للملك عبدالعزيز. وما أن علم الملك عبد العزيز بخروجه حتى توجه إلى القصيم. وقام كل من الطرفين بتحركات أشبه ما تكون بالمناورات. وعاد في نهايتها سلطان الرشيد إلى قاعدة حكمه. وبينما كان الملك قرب بريدة أمسك أتباعه برسول من أمير بريدة محمد المهنا يحمل مكاتيب إلى الأمير سلطان الرشيد متضمنة استعداده للوقوف معه. فدخل الملك عبدالعزيز هذه البلدة واجتمع بأميرها وكبار اهلها. ومع عدم ثقته، فيما يبدو، بأمير بريدة فانه لم ير الوقت مناسبا بعد للتخلص منه. فاكتفى بأخذ البيعة منه مجددا. ولعل من أسباب تريث الملك أنه كان يريد التفرغ إلى زعيم قبيلة مطير الشيخ فيصل الدويش الذي كان على خلاف معه، فانطلق الملك من بريدة وانضمت اليه فئات من قبيلة عتيبة بقيادة زعيم قبيلة عتيبة الشيخ محمد بن هندي. وعلم الدويش بتحركهم، فمضى إلى بلدة المجمعة وعسكر خارجها. وعندما وصلت اليه قوات خصومه هب أهل المجمعة لنجدته. ودارت بين الطرفين معركة حامية جرح خلالها الشيخ فيصل الدويش. ثم بعد ذلك عفا الملك عبدالعزيز عن زعيم قبيلة مطير وكانت تلك المعركة في 23 ربيع أول عام 1325 هجرية.

## تحالف أمير بريدة مع الأمير سلطان الرشيد
بعد المعركة السابقة عاد الملك عبدالعزيز إلى الرياض أما أمير بريدة فنكث عهده للملك، واتفق مع الأمير سلطان الرشيد على أن يكونا يدا واحدة. وأرسل أمير بريدة وفدا إلى أمير عنيزة محاولا اقناعه بالوقوف معهما. وكانا مما شكا منه أعضاء الوفد كثرة من يطلبهم الملك عبد العزيز من أهل القصيم للقتال معه، وارهاقهم بطلب الأموال لتمويل ذلك القتال. وأنهم أيضا أصبحوا غير واثقين من الملك، خاصة بعد قضية صالح بن حسن ال مهنا الأمير السابق الذي اعتقله الملك عبدالعزيز. فأجابهم أمير عنيزة بأن موقف صالح المهنا هو الذي أدى إلى ما أدى اليه، وأنه مستعد أن يتصل بالملك عبدالعزيز لازالة مخاوفهم والحصول على ما يريدون بشرط ألا يرتبطوا مع سلطان الرشيد بأي شكل. لكن أمير بريدة وجماعته كانوا فيما يبدوا مصممين على الاتفاق مع الأمير سلطان بن رشيد. ولعل من أسباب ذلك رغبتهم في أن تعود حركتهم التجارية مع الأقطار الواقعة شمال نجد والجزيرة العربية إلى سابق عهدها. ولذلك أستقدموا ابن رشيد وأهموه بأن أهل عنيزة سينضمون اليه حال وصوله إلى القصيم. وتحرك من بلاده حتى وصل إلى هذا الإقليم. وأمضى أكثر من شهر وهو يتنقل من مكان إلى آخر لفرض سيطرته على بلدانه. وقدم اليه الشيخ فيصل الدويش زعيم قبيلة مطير، وعاهده. لكن اتضح له ان أهل عنيزة ليسوا معه، بل مع الملك عبدالعزيز.

## معركة الطرفية
وصل الملك عبدالعزيز بعد اطلاعه على ما حدث في القصيم إلى عنيزة بأتباعة من الحاضرة والبادية في منتصف شعبان، عام 1325 هجرية، وانضم اليه 400 مقاتل من عنيزة. وخرج الجميع ليلا لمهاجمة سلطان الرشيد حول بريدة، فعلم سلطان بخروجهم، ودخل البلدة. وفي صباح اليوم التالي حدثت مناوشات بين الطرفين خارج أسوارها. وكان من هم داخلها لا يودون ان يخرجوا منها لئلا يعرضوا أنفسهم لخسائر، ومن هم خارجها لا يرغبون في أن يقتحموها فيعرضوا انفسهم لخسائر أيضا. وبينما تلك المناوشات تجري أقبل الشيخ فيصل الدويش زعيم قبيلة مطير مناصرا لسلطان الرشيد ومحمد المهنا، فتصدى له الملك عبدالعزيز بأتباعه وهزموه، وتتبعوا فلوله حتى وصلوا إلى مخيمة في الطرفية, واستولوا عليه. وأما تلك الفلول فالتجأت إلى بريدة. واتفق كل من ابن رشيد وابن مهنا والدويش على مهاجمة الملك عبد العزيز ليلا في الطرفية. فهاجموه هناك، وهب هو وأتباعه لمقاتلة خصومهم، فهزموهم في معركة الطرفية عام 1907 ميلادية.
وبعد المعركة غادر الملك عبدالعزيز الطرفية، ونزل قريبا من بريدة وسمح لأتباعه بالإغارة على القرى التابعة لها وأخذ ما يقدرون عليه من ثمار نخيلها وممتلكاتها. وظل هؤلاء يقومون بذلك حتى طلب سكان تلك القرى العفو منه، فعفا عنهم، ومنع أتباعه من التعرض لقراهم. وفي آخر شعبان غادر الأمير سلطان الرشيد بريدة تاركا أخاه فيصل بن حمود الرشيد مع عدد من الخيالة عونا لأميرها محمد المهنا.

## نهاية أمارة ال مهنا
من الأمورالتي أقدم عليها الأمير سلطان الرشيد أخذه قافلة ابل لأناس من أهل بريدة وهي في طريقها إلى الشام. وكان هذا مما أثار غضبهم عليه وعلى أميرهم محمد المهنا المتحالف معه. وبذلك ازداد عدد الذين يؤيدون الملك عبدالعزيز من أهل هذه البلدة. فكتبوا اليه يخبرونه بأن الاستياء من أميرها أصبح عاما، ويحثونه على التوجه اليهم. فخرج من الرياض، وتوجه بأتباعه نحو القصيم. ولما وصل إلى عنيزة قدم اليه مندوب من بريدة يخبره بأن أنصاره لم يمهدوا الطريق بعد لدخوله اياها. وبعد سبعة أيام من ذلك أخبروه بأن الطريق أصبحت ممهدة، فانطلق اليها، لكنه لم يجد ما أخبروه به، فراح أتباعه يتلفون الزروع القريبة منها. ثم بلغه أن ابن رشيد قد خرج من حائل لنجدة امير بريدة، فاتجه شملا لصده عن التقدم إلى القصيم. ولما وصل إلى الكهفة اتضح له عدم صدق ما بلغه. وكان ابن طوالة زعيم قبيلة الأسلم من شمر حينذاك قد التجأ إلى قرية فيد، فتوجه الملك عبدالعزيز لمهاجمته فيها. ولما اقترب منها طلب منه ذلك الزعيم الأمان على ان يكون مواليا له، فوافق الملك على ذلك. واستأذن الشيخ ابن طوالة الملك ان يذهب إلى ابن رشيد ليصلح بينهما، فوافق، أيضا، على ذلك الشرط بشرط ان تكون حائل وتوابعها تحت امارة ابن رشيد وباقي نجد تحت حكم الملك عبدالعزيز.
بعد ذلك النجاح ازداد انصار الملك عبدالعزيز في بريدة، وفترت عزيمة أتباع أميرها ابن مهنا. فأصبح الجو مهيئا أكثر من ذي قبل للتخلص من هذا الأمير. وأرسل أولئك الأنصار إلى الملك يخبرونه بأنهم سيكونون في انتظاره مع اذان العشاء ليلة 20 من ربيع الثاني عام 1326 هجرية الموافق 1908/5/21 ميلادية عند البوابة الشمالية من البلدة. ولما وصل اليها في الموعد المحدد فتحوها له، ودخل أتباعه بريدة، فحدثت مناوشات بينهم وبين أنصار أمير بريدة ابن مهنا. ثم حاصروا الأمير ومن معه في قصرها حتى طلب الأمان في اليوم التالي، فمنح اياه، واستسلم للملك عبدالعزيز وقد أستأذنه في الذهاب إلى العراق فأذن له، ورحل إلى هناك. وعين مكانه في الامارة الأمير أحمد بن محمد السديري. وكان محمد بن عبد الله المهنا آخر أمراء بريدة من أسرة ال مهنا.

## انظر ايضاً
- قائمة أمراء بريدة